# Erechthias heterostoma
Erechthias heterostoma är en fjärilsart som beskrevs av Edward Meyrick 1930. Erechthias heterostoma ingår i släktet Erechthias och familjen äkta malar. Inga underarter finns listade i Catalogue of Life.